# Josep Vives Solé
Josep Vives Solé (Montferri, Tarragona, 14 de marzo de 1928-San Cugat del Vallés, 26 de diciembre de 2015) fue un sacerdote jesuita, filósofo y teólogo español.

## Biografía
Nació el 14 de marzo de 1928 y entró en el noviciado de Veruela (Zaragoza) de la Compañía de Jesús en 1945.  
Tras realizar estudios de Filosofía, Teología y Filología Clásica en Sant Cugat, Oxford y Londres, recibió la ordenación sacerdotal en Sant Cugat en 1959. Doctor en Teología, fue profesor de Filosofía, Teología y Filología Griega en varios centros, entre ellos el Instituto de Teología Fundamental de Sant Cugat del Vallés, la Universidad de Barcelona, la Universidad Autónoma de Barcelona o la Facultad de Teología de Cataluña. Falleció el 26 de diciembre de 2015 en Sant Cugat.

## Obras
Entre sus obras de patrística, destacan: 
- Los Padres de la Iglesia. Textos doctrinales del cristianismo desde los orígenes en  San Atanasio (1971),
- Los cien consejos espirituales del Padrea Diádoco, traducidos y presentados (1981)
- La introducción y traducción de obras como Exposición de la predicación evangélica, de Ireneo de Lyon,  y  Sobre la Pascua, de Melitón de Sardes, dentro de la colección "Clásicos del Cristianismo" (1989)

En cuanto a filosofía griega publicó:
- Génesis y Evolución de la ética platónica (1970)
- la edición e introducción de la obra Platón, Apología de Sócrates, Critón, Eutifrón, Protágoras, con traducción de J.Creixells (1981)

En teología:
- Creer el Credo (1986)
- Si oyes su voz. Exploración cristiana del misterio de Dios (1988).

Como miembro del centro de estudios Cristianismo y Justicia, ha publicado varios cuadernos como:
- Comentario al Documento Ratzinger sobre la Teología de la Liberación, de 1984;
- ¿Hablar de Dios en el umbral del siglo XXI?, de 1997;
- Carta a M. Ángeles, 2004.

### Creer significa amar
Fue un teólogo de lenguaje sencillo y claro, de trato cercano.  En varias de sus publicaciones aborda de forma pedagógica la cuestión de la fe y las dificultades para intuir y conocer a Dios en el contexto actual. "En el fondo", resumía en uno de sus textos, "creer significa amar. Amar tanto el mundo y las cosas, que no se puede declararlas fútiles y absurdas". Insiste en esta idea en la Carta a M. Ángeles, donde se dirige a una amiga que empieza a sentirse atea y aborda algunos de los interrogantes que cualquier creyente se plantea en algún momento sobre la fe. "Creer en Dios", le dice, "es salir de nuestros hábitos ordinarios de pensamiento y de comportamiento. Afirmar Dios es algo que no sólo nos produce incomodidad y hasta vértigo, es algo que nos hace salir completamente de nuestras maneras habituales de pensar y de hablar."